# Élections sénatoriales de 2014 dans les Hautes-Alpes
Les élections sénatoriales de 2014 dans les Hautes-Alpes ont lieu le dimanche 28 septembre 2014. Elles ont pour but d'élire le sénateur représentant le département au Sénat pour un mandat de six années.

## Rappel des résultats de 2008
| Candidat et parti politique | Candidat et parti politique | Candidat et parti politique | Premier tour | Premier tour | Second tour | Second tour |
| Candidat et parti politique | Candidat et parti politique | Candidat et parti politique | Voix         | %            | Voix        | %           |
| --------------------------- | --------------------------- | --------------------------- | ------------ | ------------ | ----------- | ----------- |
|                             | Pierre Bernard-Reymond      | UMP                         | 127          | 32,15        | 213         | 57,72       |
|                             | Auguste Truphème            | DVG                         | 74           | 18,73        | 148         | 40,11       |
|                             | Christian Seard             | DVD                         | 70           | 17,72        | Retrait     | Retrait     |
|                             | Jean-Pierre Festa           | UMP                         | 61           | 15,44        | Retrait     | Retrait     |
|                             | Paul Dijoud                 | UMP                         | 55           | 13,92        | Retrait     | Retrait     |
|                             | Michel Olivier              | Verts                       | 7            | 1,77         | 8           | 2,17        |
|                             | Elisabeth Philippe          | FN                          | 1            | 0,25         | Retrait     | Retrait     |
|                             | Jean-Pierre Blache          | EXG                         | 0            | 0,00         | Retrait     | Retrait     |
|                             |                             |                             |              |              |             |             |
| Inscrits                    | Inscrits                    | Inscrits                    | 400          | 100,00       | 400         | 100,00      |
| Abstentions                 | Abstentions                 | Abstentions                 | 4            | 1,00         | 4           | 1,00        |
| Votants                     | Votants                     | Votants                     | 396          | 99,00        | 396         | 99,00       |
| Blancs et nuls              | Blancs et nuls              | Blancs et nuls              | 1            | 0,25         | 27          | 6,75        |
| Exprimés                    | Exprimés                    | Exprimés                    | 395          | 98,75        | 369         | 92,25       |

## Sénateur sortant
| Sénateur | Sénateur               | Parti | Fonctions lors de l'élection en 2008 |
| -------- | ---------------------- | ----- | ------------------------------------ |
|          | Pierre Bernard-Reymond | DVD   | Sénateur sortant                     |

## Présentation des candidats
Les nouveaux représentants sont élus pour une législature de 6 ans au suffrage universel indirect par les grands électeurs du département. Dans les Hautes-Alpes, le sénateur est élu au scrutin majoritaire à deux tours. Ils sont 6 candidats dans le département, chacun avec un suppléant.
| N°  | Candidats | Candidats                    | Parti | Principales fonctions                   |
| --- | --------- | ---------------------------- | ----- | --------------------------------------- |
| T01 |           | Bernard Allard-Latour        | PRG   | Conseiller général, maire de Remollon   |
| S01 |           | Laurence Fine                | PRG   | Ancienne maire de Villar-Saint-Pancrace |
| T02 |           | Bernard Leterrier            | EELV  | Maire de Guillestre                     |
| S02 |           | Francine Daerden             | EELV  | Adjointe au maire de Briançon           |
| T03 |           | Jean-Yves Dusserre           | UMP   | Président du conseil général            |
| S03 |           | Patricia Morhet-Richaud      | UMP   | Maire de Lazer                          |
| T04 |           | Christian Graglia            | PS    | Conseiller général                      |
| S04 |           | Nicole Guérin                | PS    | Adjointe au maire de Briançon           |
| T05 |           | Martine Lelièvre             | FN    |                                         |
| S05 |           | Jean-François Gaspard-Angeli | FN    |                                         |
| T06 |           | Jean-Michel Arnaud           | UMP   | Conseiller général, maire de Tallard    |
| S06 |           | Catherine Muhlach            | UMP   | Conseillère municipale de Briançon      |

## Résultats
| Candidat et parti politique | Candidat et parti politique | Candidat et parti politique | Premier tour | Premier tour | Second tour | Second tour |
| Candidat et parti politique | Candidat et parti politique | Candidat et parti politique | Voix         | %            | Voix        | %           |
| --------------------------- | --------------------------- | --------------------------- | ------------ | ------------ | ----------- | ----------- |
|                             | Jean-Yves Dusserre          | UMP                         | 168          | 39,07        | 288         | 70,07       |
|                             | Jean-Michel Arnaud          | UMP                         | 137          | 31,86        | Retrait     | Retrait     |
|                             | Christian Graglia           | PS                          | 51           | 11,86        | 91          | 22,14       |
|                             | Bernard Allard-Latour       | PRG                         | 47           | 10,93        | Retrait     | Retrait     |
|                             | Bernard Leterrier           | EELV                        | 21           | 4,88         | 26          | 6,33        |
|                             | Martine Lelièvre            | FN                          | 6            | 1,40         | 6           | 1,46        |
|                             |                             |                             |              |              |             |             |
| Inscrits                    | Inscrits                    | Inscrits                    | 438          | 100,00       | 438         | 100,00      |
| Abstentions                 | Abstentions                 | Abstentions                 | 3            | 0,68         | 2           | 0,46        |
| Votants                     | Votants                     | Votants                     | 435          | 99,32        | 436         | 99,54       |
| Blancs                      | Blancs                      | Blancs                      | 3            | 0,69         | 23          | 5,28        |
| Nuls                        | Nuls                        | Nuls                        | 2            | 0,46         | 2           | 0,46        |
| Exprimés                    | Exprimés                    | Exprimés                    | 430          | 98,85        | 411         | 94,27       |